# Эль-Найраб
Эль-Найраб (араб. النيرب‎) — город в Сирии, расположенный к юго-востоку от Алеппо, на севере страны. По мере роста городов деревня постепенно присоединялась к Алеппо, становясь его частью в качестве района.
Эль-Найраб также представляет собой важный археологический памятник, раскопки которого проводились в 1926—1927 годах под руководством Огюстена-Жоржа Барруа и Бертрана Каррьера.

## Этимология
Найраб или Нейраб — это сирийское слово, которое обозначает равнину или воду, текущую через долину.

## История

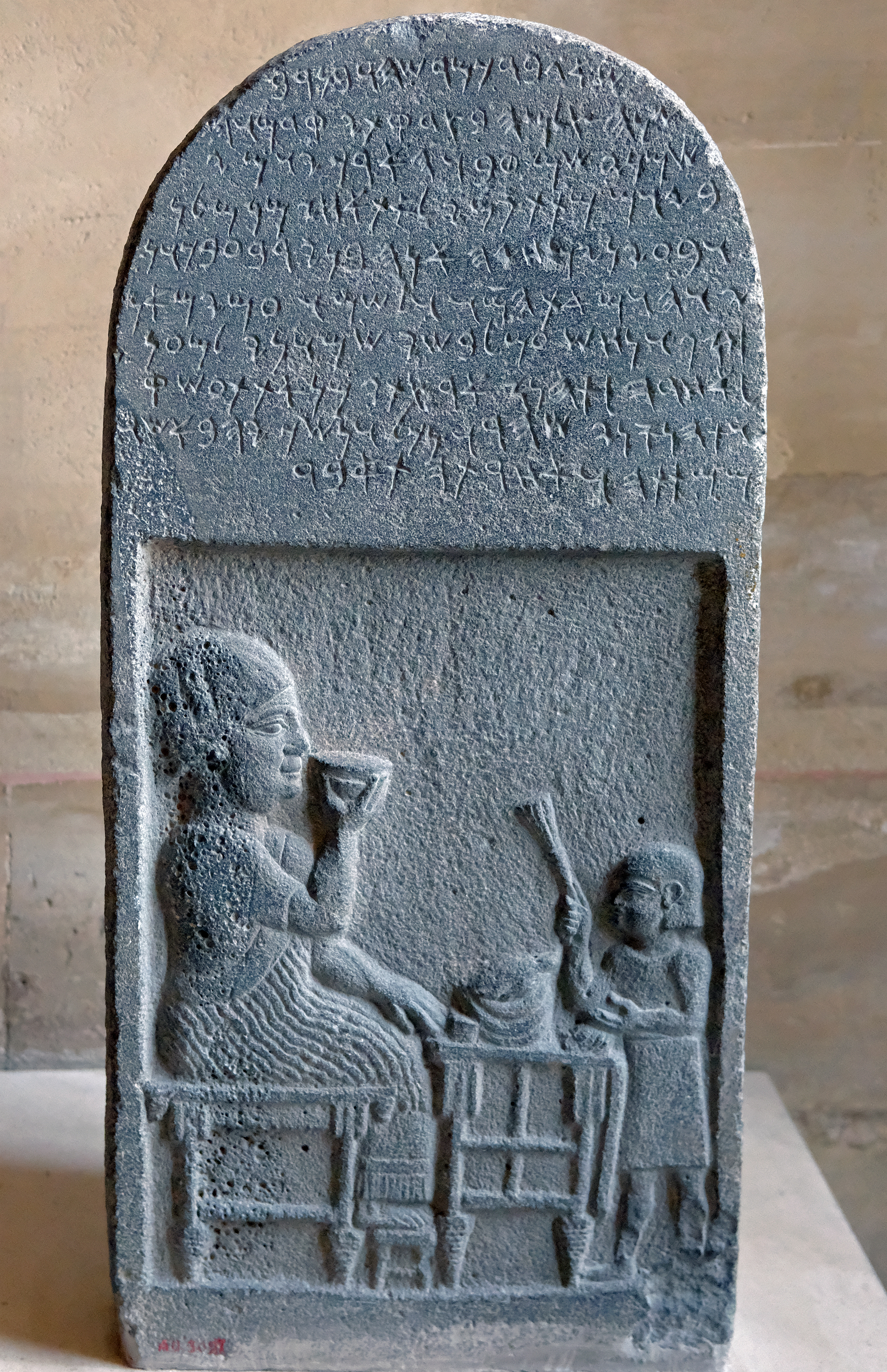
Найденная в Нейрабе стела, датируемая началом седьмого века до нашей эры

Салих ибн Али ибн Абдулла ибн Аббас, представитель Аббасидского халифата, был правителем Билад аш-Шама, расположенного в Сирии. На холме Найраб он построил дворец, получивший название Бттийас.
Эль-Найраб — деревня, расположенная к юго-востоку от Алеппо. В процессе урбанизации города она была включена в его состав. Причина не только в близком расположении — всего в 10 километрах от центра Алеппо, но и в том, что на этой территории находился военный аэропорт, основанный французами. После обретения независимости он был расширен и стал включать не только сам аэропорт, но и другие гражданские и военные объекты. Теперь этот комплекс, известный как аэропорт Найраб, носит название международного аэропорта Алеппо. Согласно данным Центрального статистического бюро Сирии, по результатам переписи 2004 года население составляло 10 018 человек.
После войны 1948 год а палестинцы, которые были вынуждены покинуть свою родину, отправились в соседние страны. Несколько тысяч из них нашли убежище в казармах, расположенных рядом с аэропортом. Эти казармы, ранее предоставленные французской армией для своих солдат, стали лагерем Эль-Найраб, предназначенным для палестинских беженцев.

## Экономика
Равнины Найраба славятся своими плодородными землями, где выращивают разнообразные овощи, включая огурцы. Этот регион также производит в достаточном количестве оливковое и фисташковое масла. Но самым известным продуктом, который ассоциируется с Найрабом, является дамасская роза, известная в стране как "Вард аль-Джури". Она считается символом Найраба и экспортируется в различные страны, где находит применение в парфюмерии, а также в производстве лекарств, продуктов питания и напитков.